# Daria Schneider
Daria Schneider (Berkeley, 21 maggio 1987) è una schermitrice statunitense.

## Palmarès
- Mondiali di scherma

Catania 2011: bronzo nella sciabola a squadre.
Kiev 2012: bronzo nella sciabola a squadre.